# Naoyoshi Fukumoto
Naoyoshi Fukumoto (福本 尚純 Fukumoto Naoyoshi?), född 10 maj 1987 i Okayama prefektur, är en japansk före detta fotbollsspelare.
Fukumoto började sin karriär 2010 i Fagiano Okayama. Han spelade 7 ligamatcher för klubben. Han avslutade karriären 2012.